# Capilla Ecuménica La Paz
La capilla Ecuménica La Paz, conocida como capilla de la Paz, está ubicada en la parte más alta del cerro El Guitarrón, brazo montañoso que rodea a la bahía de Acapulco, Guerrero, en el sur de México. Se trata de una capilla ecuménica denominacional, la cual oficia bodas religiosas de parejas que no necesariamente comparten la misma fe o religión.
Junto a ella, se eleva una enorme cruz de 42 metros de altura que la hace visible desde cualquier punto del puerto, situándose en una de las zonas más elevadas de Acapulco con 402 m s. n. m. Al pie de la cruz, se encuentra una escultura de bronce que representa dos manos derechas que oran apuntando al cielo.
Se puede llegar a la capilla tomando la carretera escénica (que comunica a la ciudad con Puerto Marqués y Acapulco Diamante) y, de ahí, tomar la desviación que conduce a la parte alta del Club Residencial Las Brisas.

## Historia

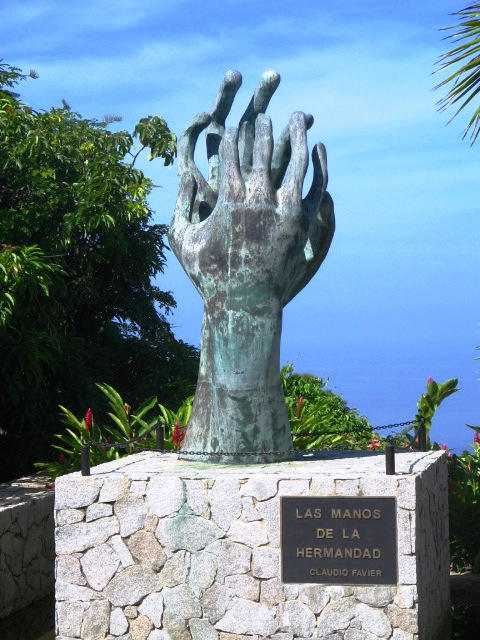
Las Manos de la Hermandad, a un costado de la capilla.

La señora Milly Hauss de Trouyet tenía el sueño de que, tan pronto como fuese posible, se construyera una capilla a la altura del Club Residencial Las Brisas, sitio que ella misma eligió con el propósito de coronar las alturas de Acapulco con un contraste de espiritualidad al alcance de cualquier persona. Sin embargo, al fallecer pocos años después, no pudo ver su sueño realizado; sin embargo, su esposo, Carlos Trouyet, hizo realidad el deseo de Milly. 
En 1967, los hermanos Jorge y Carlos Trouyet Jr., sufren un accidente aéreo debido a fallas mecánicas en un vuelo de regreso a la Ciudad de México a bordo de su avioneta particular, falleciendo los dos. Su padre, Carlos Trouyet, quien a finales de los años 1950 fundaría el exclusivo fraccionamiento Las Brisas, obra del arquitecto Jorge Madrigal Solchaga, mandaría a estructurar el proyecto de la capilla en conjunto al arquitecto Gabriel Chávez de la Mora; posteriormente, los arquitectos Jorge Madrigal Solchaga y Santiago Greenham Ballescá supervisarían la construcción de la Capilla Ecuménica de la Paz.
En el sepulcro del nivel inferior de la capilla descansan los restos de los hermanos Trouyet, junto a los de sus padres, Milly Hauss de Trouyet, quien murió en 1969, y Carlos Trouyet, quien murió en 1971.
En 1970, en honor a los dos hijos de Carlos y Milly, el escultor Claudio Favier diseñó dos manos en posición de oración que simbolizan la unión fraternal y espiritual que tenían los dos hermanos. El 24 de diciembre de ese mismo año, fue iluminada por primera vez la cruz que se levanta junto a la capilla.
La Capilla Ecuménica de la Paz fue abierta por primera vez al público en 1971; aquí han contraído nupcias cientos de ricos y famosos de todo el mundo. La capilla también es famosa por su elegancia y buen gusto. En su interior no cuenta con tipo alguno de iluminación artificial, por lo que las ceremonias se realizan a más tardar a las 18:00 h, al compás del ocaso.

## La capilla

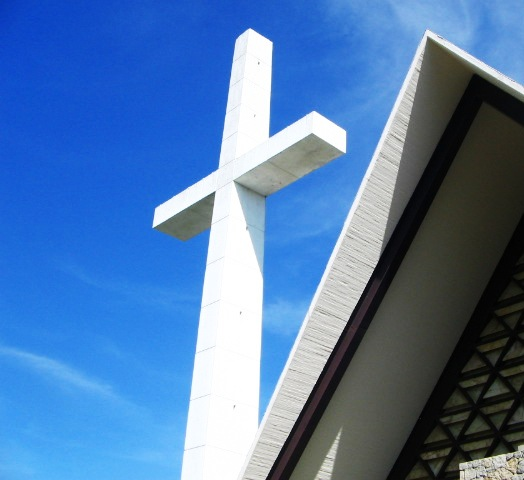
Cruz de la capilla.

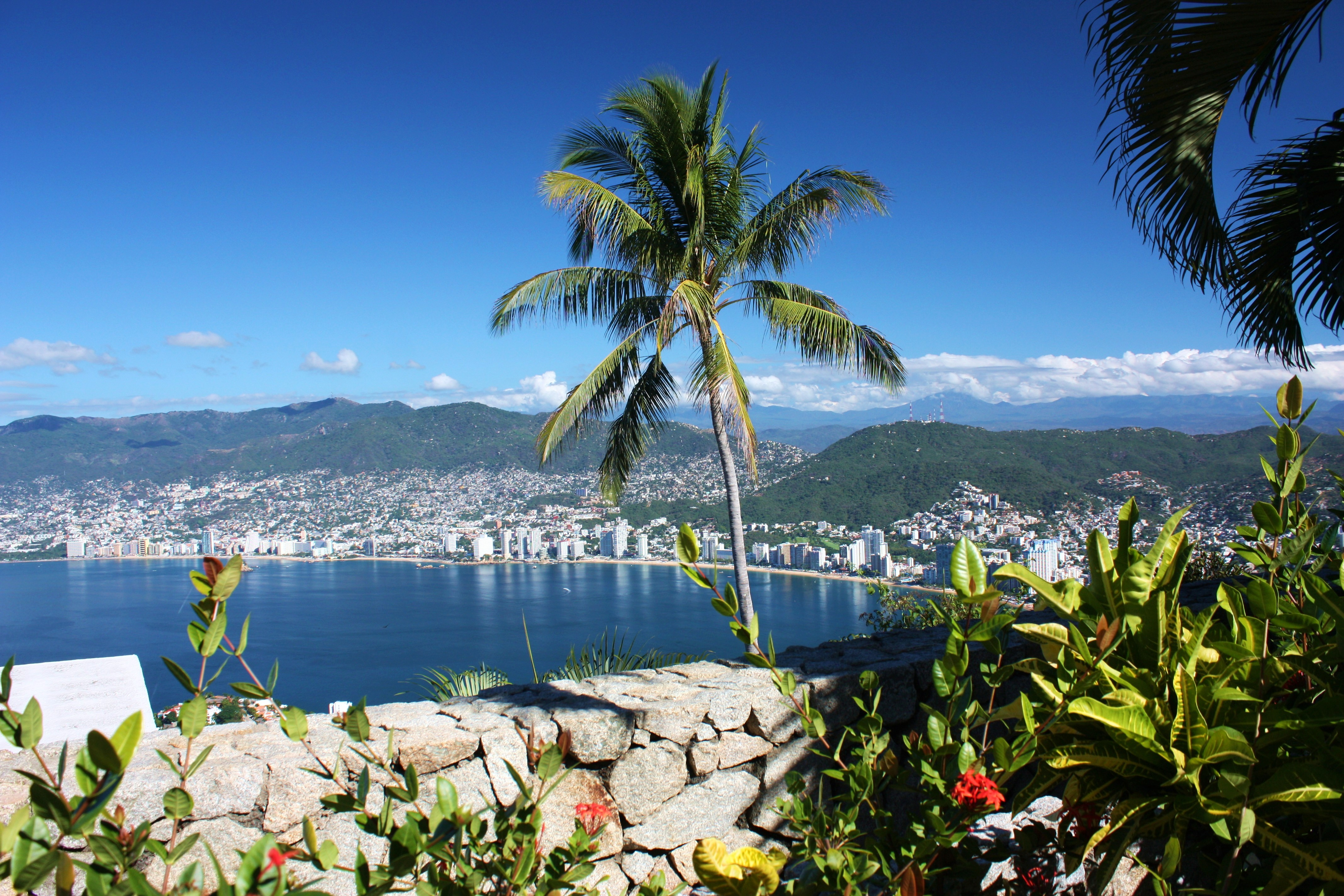
Panorama de la bahía de Acapulco desde la capilla de la Paz.

### Objetivo
La capilla fue construida por la familia Trouyet, con la intención de que personas de diferentes creencias pudieran encontrar un lugar espacioso, de armonía y espiritualidad, para orar—independientemente de sus creencias. Esto, se define en una inscripción cerca de la capilla que dice:
"La capilla de la paz es interdenominacional, por lo cual está abierta a toda la raza humana, sin importar su religión o credo"
(esto difiere de la escultura que caracteriza el edificio que es de una cruz cristiana)

### Edificación
Capilla
Está edificada con estructura de acero y concreto; tejas de asbesto-cemento matizado con sulfato de hierro; placas triangulares de ónix verde piña, roca y granito; adoquín rosa de Querétaro; madera de Guapinote; y palo morado.
Cruz
Se encuentra estructurada de acero con recubrimiento de concreto. Su altura es de 42 m con una cimentación de 20 m de profundidad a través de la roca, calculada para resistir vientos hasta de 260 km/h. Es iluminada con reflectores de vapor de mercurio.

## Ubicación
Se ubica en el interior del Club Residencial Las Brisas, sede de residencias de artistas de talla internacional como Plácido Domingo, Luis Miguel,familia Velasco Chedraui, entre otros. La capilla ofrece un imponente panorama de la bahía de Acapulco, de su puerto y ciudad. La capilla de la Paz oficia misas dominicales para los colonos de esta zona residencial y el público en general.